# Экимань-2
Экима́нь-2 (бел. Экіма́нь-2) — деревня в Полоцком районе Витебской области Беларуси. В составе Экиманского сельсовета.
Экимань — древнее местечко исторической Полотчины, напротив предместья Заполотье. Подразделяется на Экимань-1 и Экимань-2.
В XVI веке — посад города Полоцка и село, в XVII—XVIII веках — местечко (современная Экимань−2) и фольварк иезуитов (современная Экимань-1), в XIX — начале XX века — местечко (современная Экимань−2) и село (современная Экимань-1) в Полоцком уезде, в советское время (до 1969 года) — местечко Экимань (современная Экимань−2) и деревня Экимань (колхоз «Чырвоная Зорка»; современная Экимань-1).

## География
Расположена на автодороге Полоцк—Дисна. В 3 км от города и железнодорожной станции Полоцк, в 108 км от Витебска.

### Гидрография
Река Западная Двина.

## История
С 1906 года в Струнской волости Полоцкого уезда Витебской губернии.

## Население

### Численность
- 2009 год — 129 жителей

### Динамика
- 1999 год — 148 жителей (перепись населения)
- 2009 год — 129 жителей (перепись населения)[3]
- 2019 год — 113 жителей (перепись населения)

## Галерея

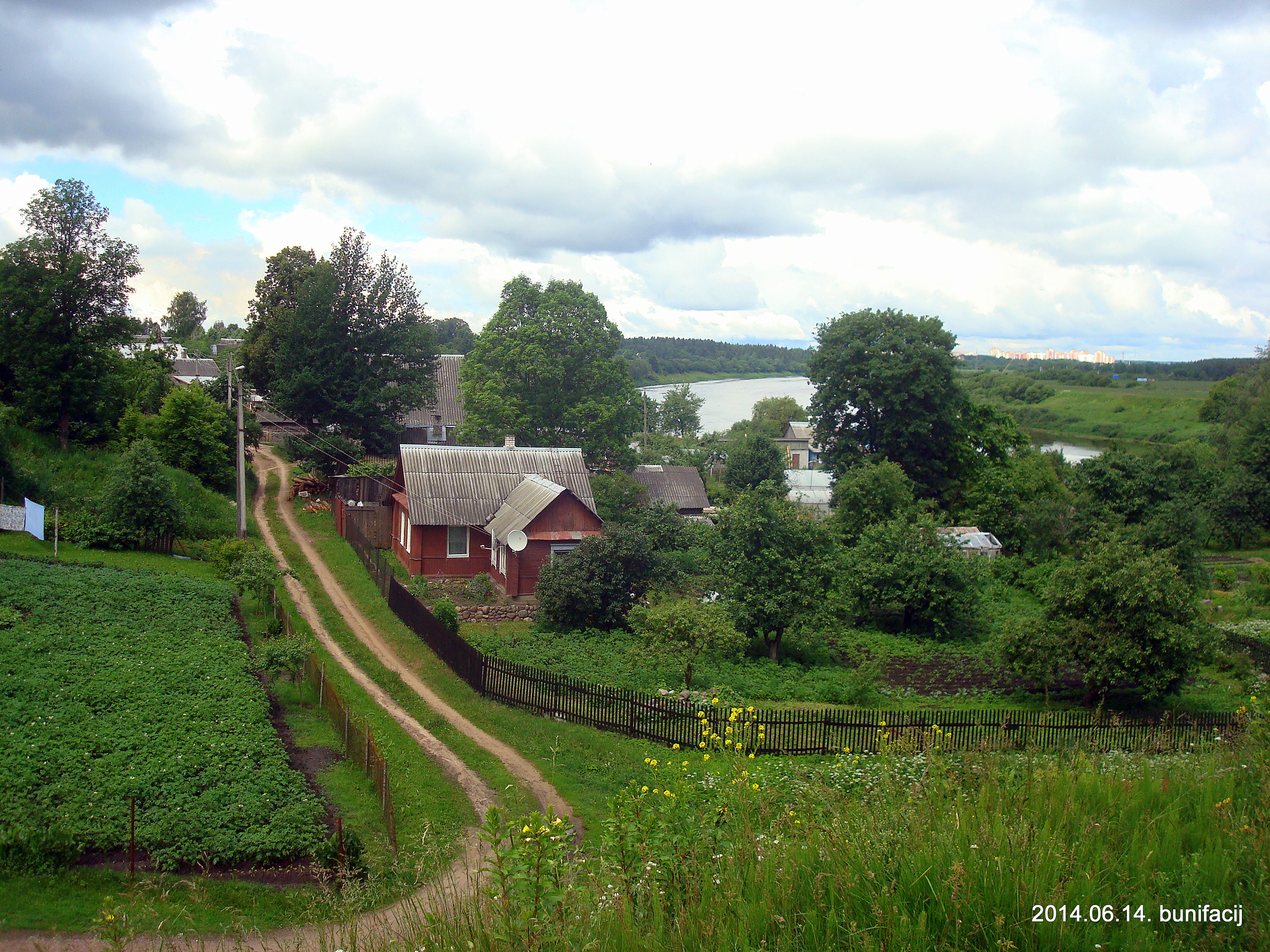
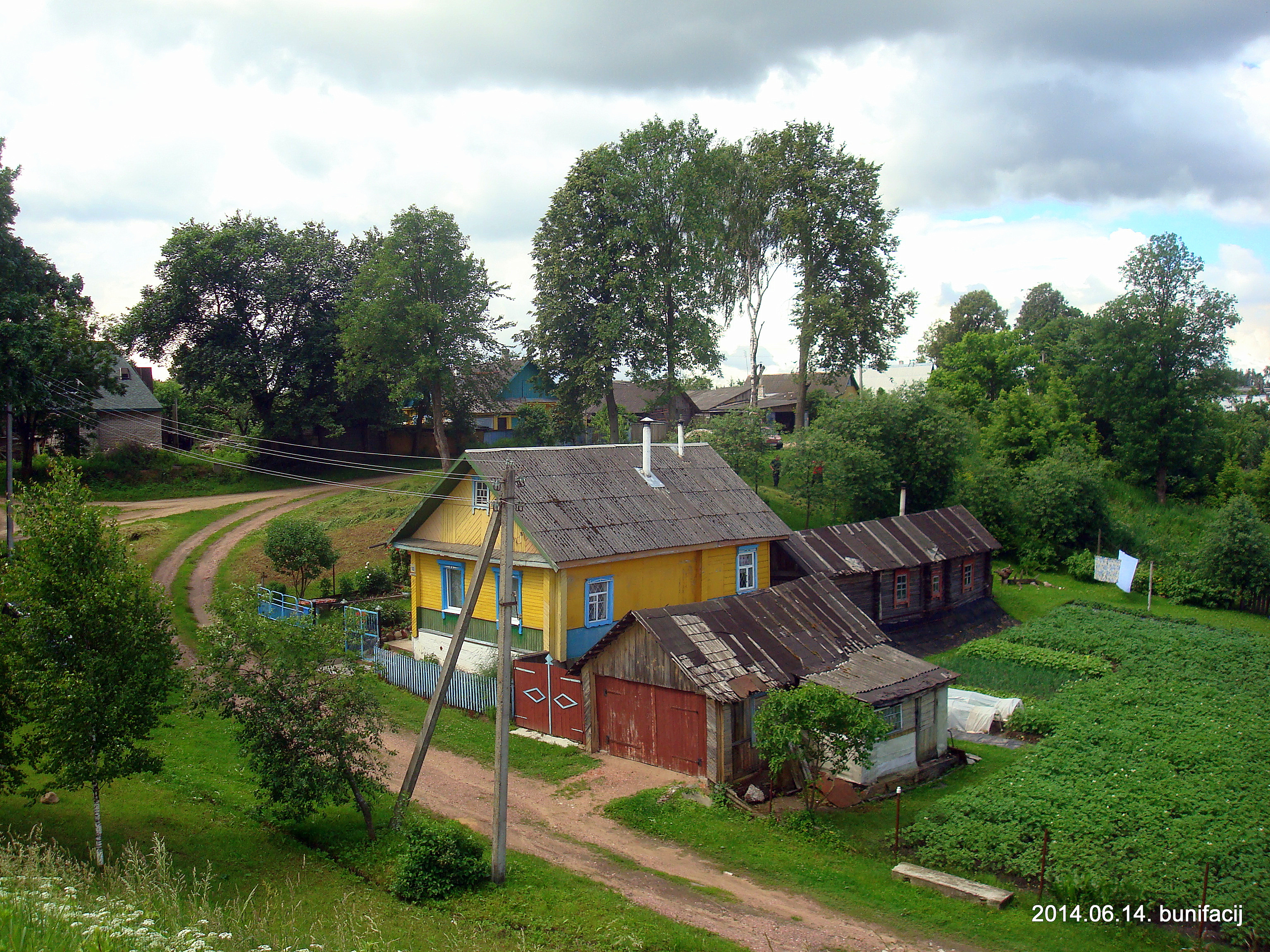
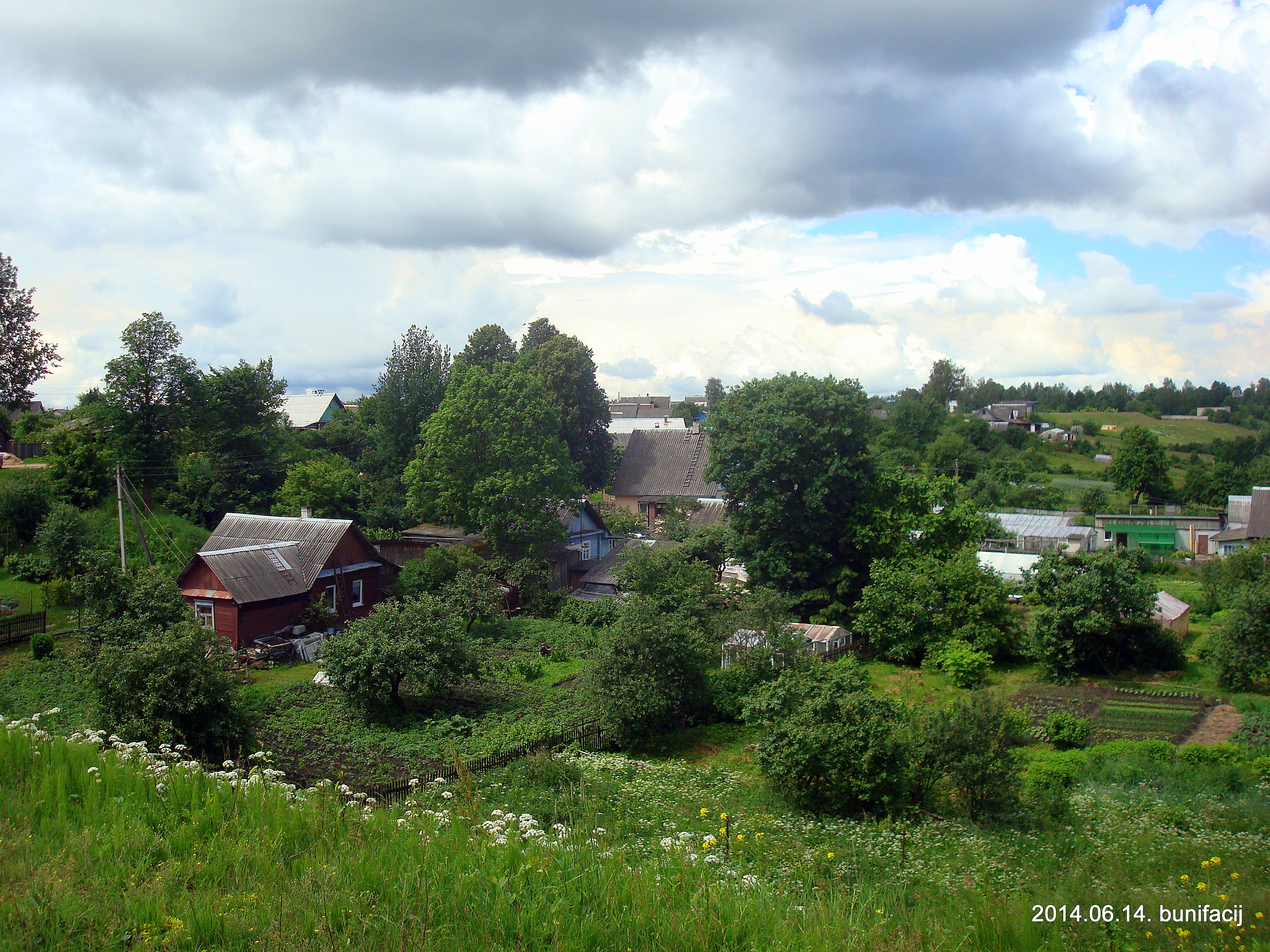
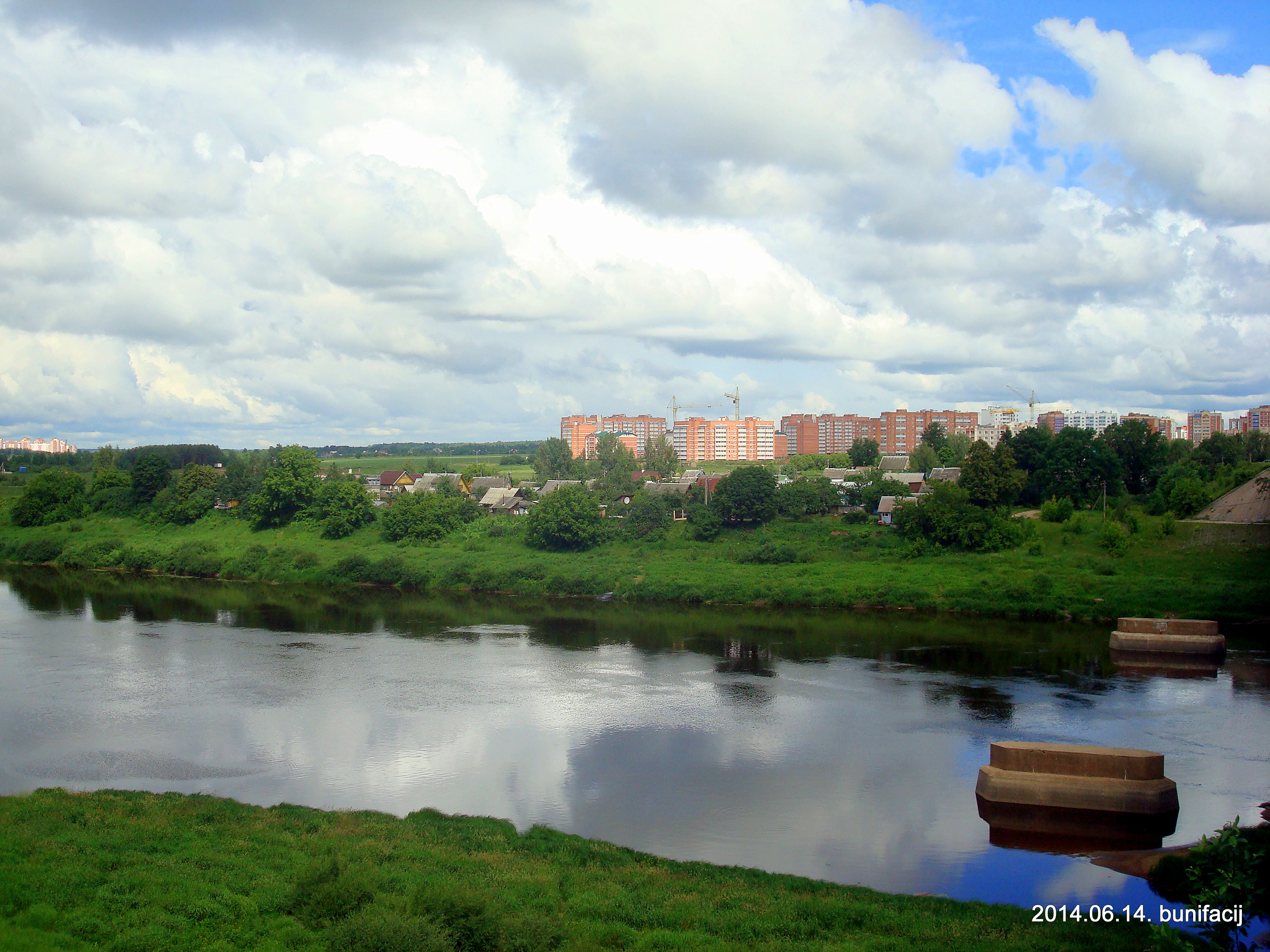
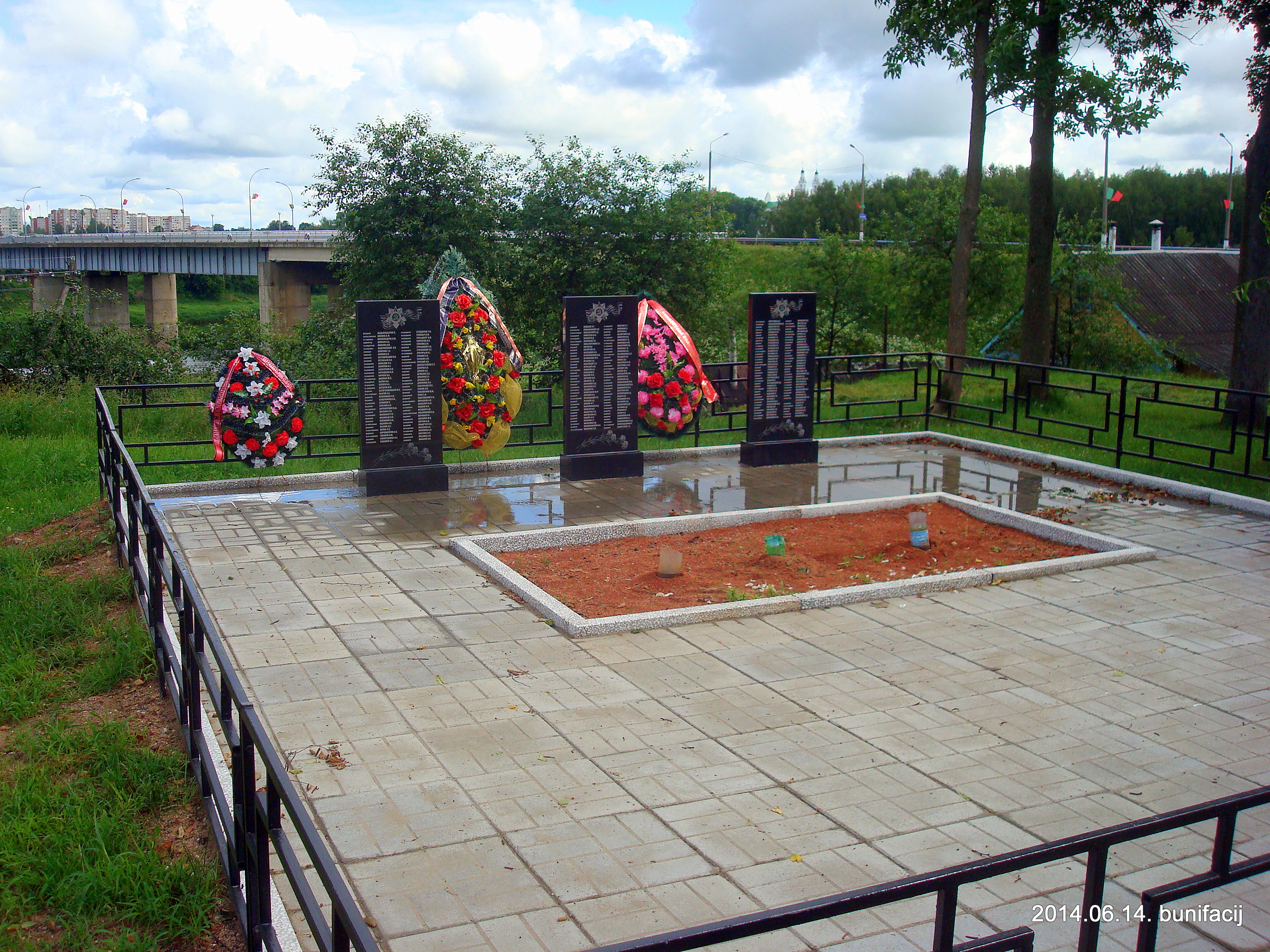

## Достопримечательность
- Братская могила —  Историко-культурная ценность Республики Беларусь, шифр 213Д000695.